# Pfons
Pfons è un comune austriaco di 1 219 abitanti nel distretto di Innsbruck-Land, in Tirolo.